# Liga Norte de México 2012
La Temporada 2012 de la Liga Norte de México fue la primera edición tras el rompimiento que tuvieron los equipos sonorenses y bajacalifornianos que provocaron la separación de la "antigua" Liga del Norte de México. Los clubes sonorenses regresaron el nombre de la liga de Norte de México a Liga Norte de Sonora. La "nueva" liga se conformó por seis equipos, cuatro de Baja California y dos de Sonora. Los equipos fueron: Aguiluchos de Mexicali, Algodoneros de San Luis, Cerveceros de Tecate, Marineros de Ensenada, Tiburones de Puerto Peñasco y Truenos de Tijuana.
La fecha de inicio de la campaña fue el jueves 29 de marzo.
Los Marineros de Ensenada se coronaron campeones del circuito por primera vez en esta nueva etapa al derrotar en la Serie Final a los Tiburones de Puerto Peñasco por 4 juegos a 2. El mánager campeón fue Abelardo Beltrán.

## Equipos participantes
Temporada 2012
| Liga Norte de México 2012   |                               |                            |           |
| Equipo                      | Sede                          | Estadio                    | Capacidad |
| Aguiluchos de Mexicali      | Mexicali, Baja California     | Casas Geo                  | 17,000    |
| Algodoneros de San Luis     | San Luis Río Colorado, Sonora | "Andrés Mena Montijo"      | 2,500     |
| Cerveceros de Tecate        | Tecate, Baja California       | "Manuel Ceceña"            | 4,000     |
| Marineros de Ensenada       | Ensenada, Baja California     | Deportivo Antonio Palacios | 5,000     |
| Tiburones de Puerto Peñasco | Puerto Peñasco, Sonora        | "Francisco León García"    | 3,500     |
| Truenos de Tijuana          | Tijuana, Baja California      | Cerro Colorado             | 17,000    |

## Posiciones
- Actualizadas las posiciones al 29 de junio de 2012. [4]

### Primera Vuelta
| Liga Norte de México | Liga Norte de México | Liga Norte de México | Liga Norte de México | Liga Norte de México | Liga Norte de México |
| Equipo               | JG                   | JP                   | PCT                  | JV                   | PTS                  |
| -------------------- | -------------------- | -------------------- | -------------------- | -------------------- | -------------------- |
| Ensenada             | 24                   | 16                   | .600                 | -                    | 6                    |
| Tijuana              | 22.5                 | 16                   | .584                 | 0.75                 | 5                    |
| Puerto Peñasco       | 19.5                 | 21                   | .481                 | 4.75                 | 4.5                  |
| Tecate               | 19                   | 21                   | .475                 | 5.0                  | 4                    |
| Mexicali             | 18                   | 23                   | .439                 | 6.5                  | 3.5                  |
| San Luis             | 18                   | 23                   | .439                 | 6.5                  | 3                    |

### Segunda Vuelta
| Liga Norte de México | Liga Norte de México | Liga Norte de México | Liga Norte de México | Liga Norte de México | Liga Norte de México |
| Equipo               | JG                   | JP                   | PCT                  | JV                   | PTS                  |
| -------------------- | -------------------- | -------------------- | -------------------- | -------------------- | -------------------- |
| Ensenada             | 27                   | 12                   | .692                 | -                    | 6                    |
| San Luis             | 20                   | 19                   | .513                 | 7.0                  | 5                    |
| Tijuana              | 19                   | 20                   | .487                 | 8.0                  | 4.5                  |
| Puerto Peñasco       | 19                   | 20                   | .487                 | 8.0                  | 4                    |
| Mexicali             | 17                   | 22                   | .436                 | 10.0                 | 3.5                  |
| Tecate               | 15                   | 24                   | .385                 | 12.0                 | 3                    |

### Global
| Liga Norte de México | Liga Norte de México | Liga Norte de México | Liga Norte de México | Liga Norte de México | Liga Norte de México |
| Equipo               | JG                   | JP                   | PCT                  | JV                   | PTS                  |
| -------------------- | -------------------- | -------------------- | -------------------- | -------------------- | -------------------- |
| Ensenada             | 51                   | 28                   | .646                 | -                    | 12                   |
| Tijuana              | 41.5                 | 36                   | .535                 | 8.75                 | 9.5                  |
| Puerto Peñasco       | 38.5                 | 41                   | .484                 | 12.75                | 8.5                  |
| San Luis             | 38                   | 42                   | .475                 | 13.5                 | 8                    |
| Mexicali             | 35                   | 45                   | .438                 | 16.5                 | 7                    |
| Tecate               | 34                   | 45                   | .430                 | 17.0                 | 7                    |

| Clasificado a los playoffs |

## Juego de Estrellas
El Juego de Estrellas 2012 se realizó el domingo 13 de mayo en el Estadio Cerro Colorado de Tijuana, Baja California, casa de los Truenos de Tijuana. El encuentro terminó con una victoria de 6 carreras a 3 para la Zona Este sobre la Zona Oeste. El dominicano Welington Dotel de los Aguiluchos de Mexicali fue el ganador del Home Run Derby.

## Playoffs
|  | Semifinales | Semifinales    | Semifinales |          |   | Final          | Final | Final |  |
|  |             |                |             |          |   |                |       |       |  |
|  |             |                |             |          |   |                |       |       |  |
|  | 3           | Puerto Peñasco | 4           |          |   |                |       |       |  |
|  | 3           | Puerto Peñasco | 4           |          |   |                |       |       |  |
|  | 2           | Tijuana        | 2           |          |   |                |       |       |  |
|  | 2           | Tijuana        | 2           |          | 3 | Puerto Peñasco | 2     |       |  |
|  |             |                |             |          | 3 | Puerto Peñasco | 2     |       |  |
|  |             |                | 1           | Ensenada | 4 |                |       |       |  |
|  | 4           | San Luis       | 1           | Ensenada | 4 | 3              |       |       |  |
|  | 4           | San Luis       |             |          |   | 3              |       |       |  |
|  | 1           | Ensenada       | 4           |          |   |                |       |       |  |
|  | 1           | Ensenada       | 4           |          |   |                |       |       |  |
|  |             |                |             |          |   |                |       |       |  |

## Líderes
A continuación se muestran los lideratos tanto individuales como colectivos de los diferentes departamentos de bateo y de pitcheo.

### Bateo
| Categoría           | Individual                  | Marca | Colectivo                   | Marca |
| ------------------- | --------------------------- | ----- | --------------------------- | ----- |
| Porcentaje          | Welington Dotel (MXL)       | .366  | Marineros de Ensenada       | .280  |
| Carreras Producidas | Welington Dotel (MXL)       | 59    | Marineros de Ensenada       | 432   |
| Home Runs           | Isaías Asencio (ENS)        | 13    | Marineros de Ensenada       | 57    |
| Carreras Anotadas   | Welington Dotel (MXL)       | 73    | Marineros de Ensenada       | 509   |
| Hits                | Welington Dotel (MXL)       | 100   | Marineros de Ensenada       | 750   |
| Dobles              | Welington Dotel (MXL)       | 25    | Aguiluchos de Mexicali      | 135   |
| Triples             | Edson García Bejarano (SLR) | 6     | Tiburones de Puerto Peñasco | 21    |

### Pitcheo
| Categoría       | Individual                                                      | Marca | Colectivo                   | Marca |
| --------------- | --------------------------------------------------------------- | ----- | --------------------------- | ----- |
| Efectividad     | Carlos Rojas (SLR)                                              | 1.25  | Tiburones de Puerto Peñasco | 3.99  |
| Juegos Ganados  | Carlos Rojas (SLR) Nelson Hiraldo (TIJ) Alexis Candelario (ENS) | 10    | Marineros de Ensenada       | 51    |
| Ponches         | Alexis Candelario (ENS)                                         | 130   | Marineros de Ensenada       | 650   |
| Juegos Salvados | Jesús Pirela (TIJ)                                              | 13    | Algodoneros de San Luis     | 19    |